# Хилер УХ-12Е
Хилер УХ-12Е је лаки амерички хеликоптер, пројектован на основу хеликоптера Хилер Модел 360. Модел 360 је компанија United Helicopters производила као УХ-12, који је први пут полетео давне 1947. године.

## Пројектовање и развој
Хеликоптер Хилер Ух-12 је пројектован на основу модела 360 двосед из 1948. године са Франклин мотором 180KS. Овај хеликоптер заузима значајно место у историји америчке индустрије хеликоптера педесетих година. Станли Хилер Јр. (чудо од детета), је почео да се бави пројектовањем хеликоптера 1942. године паралелно са чувеним Сикорским. Свој први хеликоптер, КСХ-44 који је конструисао и направио 1944. године, био је први ефикасни амерички хеликоптер са коаксијалним системом, ротирајућег ротора. Каснији се С. Хилер прославио моделом 360 кад је у лето 1949. године извео први трансконтинентални комерцијални лет. Са напредним мотором и новим крацима ротора, модел УХ-12А је купила војска САД-а са ознаком Х-23 Равен, за евакуацију и извиђање на бојном пољу. Морнарица је наручила исти основни модел као ХТЕ-1 за обуку.

### Технички опис
Носећа конструкција трупа хеликоптера је била решеткаста направљена од танкозидих челичних цеви а облога је била од алуминијумског лима. Имао је кабину направљену од плексиглас стакла у облику калоте у којој је било 2 до 4 седишта. Кабина је имала двоја врата и велике стаклене површине које су обезбеђивале лепу прегледност у свим правцима.
Погон хеликоптера је био један 6-о цилиндричан ваздухом хлађени боксер мотор смештен иза леђа кабине а директно испод носећег ротора, који је имао два крака. Репни ротор је имао такође два крака и налазио се са десне стране. Стајни трап се састојао или од челичних скија или фиксних точкова (трицикл типа).

### Варијанте
Хилер хеликоптери се производе од 1948. године и до сада је произведено преко 2300 примерака Хилер хеликоптера свих модела. За све то време да би се опстало на тржишту а посебно у ваздухопловној индустрији која је у том периоду правила џиновске технолошке кораке, морало се перманентно побољшавати производ. Као последица тога Хилер је на тржиште избацио велики број варијанти хеликоптера а њихово навођење овде би било стварно нецелисходно.

## Оперативно коришћење
Када је Хилер пројектовао хеликоптер модел 360 мислио је да ће се овај хеликоптер продавати као путнички аутомобили и служити за задовољење личних потреба појединаца или породица. Тако да је први модел био потпуно затворен као и аутомобил. Пошто се то није десило, олакшао је конструкцију и оријентисао се на производњу хеликоптера који ће служити у пољопривреди за прихрањивање и заштиту усева (са резервоарима и прскалицама), за превоз пословних људи а кад се војска појавила са захтевом да хеликоптер служи за извлачење и превоз рањеника, посао са хеликоптерима је нагло експлодирао.

## Коришћење у Југославији и Србији
Први хеликоптер који је увезен у Југославију био је Хилер Х-360. То је било 1951. године, увезен је за ЈАТ као хеликоптер за запрашивање. Други хеликоптер истог типа увезен је 1952. године такође за ЈАТ. Један од ових хеликоптера је оштећен 1952. године а други 1959.
Предузеће за запрашивање Циклонизација из Новог Сада је 2009. године купила два хеликоптера Хилер УХ-12Е.

## Корисници
Корисници су наведени према извору уз допуну.
| - Аргентина - Боливија - Колумбија - Чиле - Доминиканска Република - Гватемала - Гвајана - Мексико - Мароко - Холандија | - Парагвај - Швајцарска - Тајланд - Уругвај - Куба - Канада - Сједињене Државе - Велика Британија - Југославија - Иран | - Француска - Индонезија - Израел - Перу - Јужна Кореја - Јужноафричка Унија - Нигерија - Нови Зеланд - Грчка - Немачка - Ирска |